# Храм Всех Святых в Красном Селе
Храм Всех Святых в Красном Селе — храм Алексеевского ставропигиального женского монастыря Русской православной церкви.
Храм расположен в районе Красносельский, Центрального административного округа города Москвы.
Главный престол освящён в честь праздника Всех Святых; нижний придел в честь Казанской иконы Божией Матери.

## История

### Красное Село
Храм Всех Святых был построен в Красном Селе, в одном из старейших подмосковных поселений, существовавшем уже в XII—XIII веках. Первые летописные упоминания о Красном селе относятся к 1480 году. Село было расположено у древней Стромынской дороги, которая шла из Москвы в село Стромынь и далее во Владимир и Суздаль. Село получило название по расположенному в нём Великому (Красному) пруду, площадь которого равнялась площади Московского Кремля (23 гектара).
К началу XVII века село стало большим и густонаселённым. В записях шведа Петра Петрейя, побывавшего в Москве в 1608—1611 годах, говорится, что «близ Москвы лежит большая деревня, в которой до 700 крестьян и ремесленников, она называется Красное село». В середине XVIII века село вошло в черту города и стало окраиной Москвы.

### Строительство храма
В 1837 году из центра в Красное Село был переведён Алексеевский монастырь, получивший название Ново-Алексеевского. В 1887—1891 годах на новом кладбище Ново-Алексеевского монастыря был построен храм Всех Святых с приделом Казанской иконы Божией Матери, автором его проекта стал архитектор Александр Никифоров.
В росписи храма принимали участие иконописцы Троице-Сергиевой лавры. Белокаменный иконостас храма был выполнен по проекту архитектора Николая Чичагова. Для желавших завести семейные склепы в подклете храма была устроена усыпальница.
Кладбище Ново-Алексеевского монастыря было открыто в 1841 году. Ко времени постройки храма Всех Святых оно считалось весьма престижным. В последующие годы на этом кладбище были похоронены многие известные люди.

### Советский период
К началу XX века в Ново-Алексеевском монастыре было четыре храма: Крестовоздвиженский (1692), Алексия Человека Божия (1853), храм Всех Святых и Архистратига Михаила при больнице (1879). Из них советский период пережили только два — Всехсвятский и Алексиевский: в 1926 году Ново-Алексеевский монастырь был закрыт, и все насельницы вынуждены были его покинуть.
Здание храма Всех Святых использовалось под архив и как производственное помещение. Самый древний из четырёх — Крестовоздвиженский храм стал частью административного здания ВНИРО (Всероссийский научно-исследовательский институт рыбного хозяйства и океанографии). Алексеевский храм был переоборудован под дом пионеров, а на месте бывшего монастырского кладбища был устроен пионерский парк. В 1970-е годы храм Архистратига Михаила был снесён, а его место занял жилой дом. Во второй половине 1980-х годов по бывшему кладбищу была проложена автомагистраль, в настоящее время являющаяся частью третьего транспортного кольца.

### Современное состояние
В 1991 году Всехсвятский храм был возвращён Русской православной церкви. С этого времени начались восстановительные работы в самом храме и на прилегающих бывших монастырских территориях. В 1990 году возле храма была открыта Славянская гимназия (школа № 1305). В 2009 году на территории храма закончено строительство часовни в честь иконы Божией Матери «Неувядаемый Цвет», вся территория огорожена новым кирпичным забором с воротами.
В настоящее время при храме действует богадельня имени цесаревича Алексия с домовым храмом его имени (открыта в 1994 году), воскресная школа (1991), церковно-приходская школа (1995), иконная мастерская (1991), благотворительный Фонд «Артосъ» (2002), церковная лавка, православный магазин, ориентированный на духовные нужды семьи, — «Домик Арины Родионовны», детский оздоровительный лагерь «Державный». В 2005 году при храме был организован народный хор, принять участие в котором могут все желающие.
Настоятелем храма с момента его открытия (30 марта 1991 года) является протоиерей Артемий Владимиров.
C 2013 года является главным храмом возрождённого Ново-Алексеевского монастыря, ставшего Алексеевским ставропигиальным женским монастырем.
Ко храму Всех Святых приписаны несколько храмов, в том числе:
- Храм Тихона Задонского в Сокольниках[4]
- Храм Святой равноапостольной княгини Ольги в Рязанской области (Рыбновский район, село Кузьминское, православный пансионат «Державный»)[5].

### Святыни
- Икона Богоматерь Всецарица (Пантанасса) — особо почитаемый образ. Эта икона датируется XX веком и является чудотворной;
- Старинная икона апостола Павла;
- Иконы XVII века — Сошествие Христа в ад, Сретение Господне, Тихвинская икона Божией Матери;
- Икона XIX века святого праведного Артемия Веркольского;
- Иконы с частицами мощей святых: мученицы Татианы Римской, преподобномученицы Елизаветы, святителя Николая Чудотворца, апостолов Петра и Павла, праведного Иоанна Кронштадтского, праведного Алексия Московского (Мечева), святителя Спиридона Тримифунтского;
- Икона преподобного Серафима Саровского с частицей его облачения;
- Частицы мощей и другие чтимые святыни находятся в кресте-мощевике, в правом приделе храма, у кануна;
- Казанская икона Божией Матери (находится в нижнем храме).

## Фотографии
- Храм Всех Святых (июнь 2008)
- Трёхглавая колокольня (ноябрь 2009)
- Часовня в честь иконы Божией Матери «Неувядаемый Цвет».
- Храм Всех Святых (2015)
- Часовня в честь иконы Божией Матери «Неувядаемый Цвет».